# Börje Salming
Anders Börje Salming (* 17. April 1951 in Kiruna; † 24. November 2022 in Nacka) war ein schwedischer Eishockeyspieler samischer Herkunft. Der Verteidiger begann seine Karriere beim Brynäs IF und errang dort zwei Meistertitel, bevor er zwischen 1973 und 1990 über 1100 Spiele in der National Hockey League bestritt. In dieser Zeit stand er 16 Spielzeiten lang für die Toronto Maple Leafs auf dem Eis, bei denen er eine Reihe von Franchise-Rekorden hält. Auf Grund dieser Erfolge vergibt der Club Salmings Trikotnummer 21 nicht mehr. Im Anschluss an seine Zeit in Toronto, ließ Salming seine Laufbahn bei den Detroit Red Wings sowie beim AIK Solna in seiner Heimat ausklingen. Auf internationaler Ebene gewann er mit der schwedischen Nationalmannschaft unter anderem die Silbermedaille bei der Weltmeisterschaft 1973 und nahm mit ihr an den Olympischen Winterspielen 1992 im französischen Albertville teil.
Salming gilt als einer der besten Abwehrspieler seiner Generation und fand mehrfach im NHL All-Star Team Berücksichtigung. Zugleich wird er als erster europäischer Star der NHL angesehen und fungierte als der maßgebliche Wegbereiter für schwedische bzw. europäische Spieler in Nordamerika. 1996 wurde er zum ersten Schweden, der in die Hockey Hall of Fame aufgenommen wurde, bevor man ihn 1998 auch in die IIHF Hall of Fame wählte. Außerdem bildete er gemeinsam mit Wjatscheslaw Fetissow die Abwehrreihe im IIHF Centennial All-Star-Team.

## Karriere

### Anfänge in Schweden
Börje Salming wurde in Kiruna geboren, der nördlichsten Stadt Schwedens, und wuchs im etwa 40 Kilometer weiter nördlich gelegenen Ort Salmi auf, am östlichen Ende des Torneträsk. Der Name seiner Familie, die väterlicherseits dem Volk der Samen angehört, leitet sich von ihrem Heimatdorf ab. Sein Vater verstarb bei einem Grubenunglück, als Börje fünf Jahre alt war. Sein älterer Bruder Stig Salming war ebenfalls Eishockeyspieler, der – ebenso wie Börje – mehrfacher schwedischer Meister und Nationalspieler seines Landes werden sollte.
In seiner Jugend lief Börje Salming für den Kiruna AIF in der Division 2 auf, bevor er im Jahr 1970 zu Brynäs IF in die Division 1 wechselte, die zu dieser Zeit höchste Spielklasse Schwedens. In Gävle spielte der Verteidiger drei Saisons an der Seite seines Bruders Stig und gewann mit dem Team in den Jahren 1971 und 1972 jeweils die schwedische Meisterschaft. Schließlich wurde er 1973 von Gerry McNamara entdeckt, der als Scout für die Toronto Maple Leafs tätig war. McNamara beobachtete Brynäs ursprünglich wegen Inge Hammarström, war allerdings auch von Salmings Fähigkeiten überzeugt, sodass beide Spieler zur Saison 1973/74 in die National Hockey League (NHL) zu den Maple Leafs wechselten.

### Toronto Maple Leafs

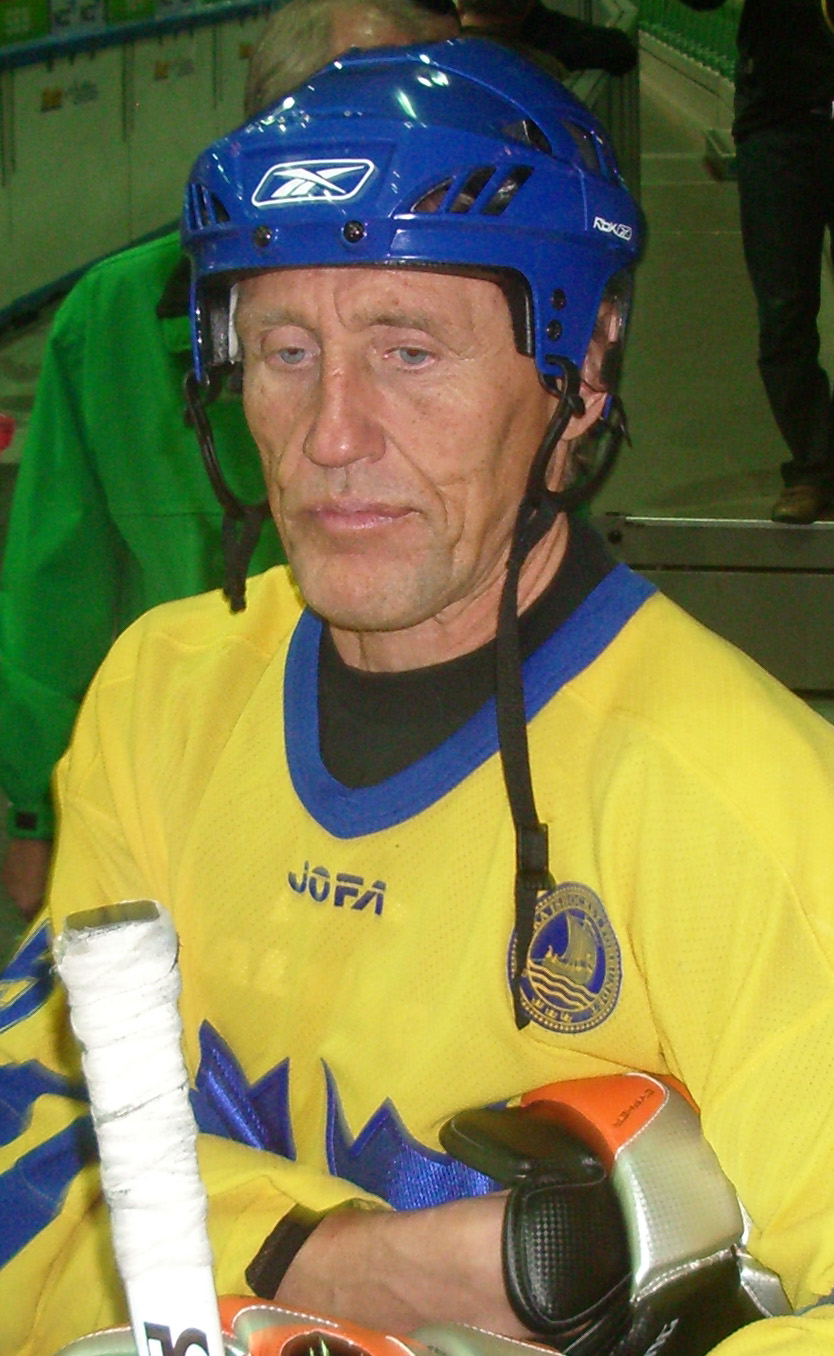
Börje Salming (2007)

In seiner ersten NHL-Spielzeit verzeichnete Salming 39 Scorerpunkte, was bis heute (Stand: 2017/18) unter Rookie-Verteidigern der Maple Leafs einen Franchise-Rekord darstellt. Im Laufe der folgenden Saisons etablierte er sich als einer der besten Abwehrspieler seiner Generation, wobei er mit körperlich robustem Spiel ebenso wie mit überdurchschnittlichen Offensivqualitäten überzeugen konnte. Zugleich schaffte er zahlreiche Vorurteile gegenüber schwedischen bzw. europäischen Spielern allgemein aus der Welt, die bis zu seiner Zeit noch besagten, dass Profis aus diesen Ländern den Ansprüchen der NHL nicht gewachsen wären. Diesbezüglich bezeichnete sein Landsmann und Hall-of-Fame-Kollege Mats Sundin ihn als „Wegbereiter“ (trailblazer) für schwedische Spieler.
Insgesamt stand Salming in 16 Spielzeiten für die Maple Leafs auf dem Eis und entwickelte sich in dieser Zeit zum Publikumsliebling in Toronto. Zudem stellte er eine Reihe weiterer Rekorde auf, von denen einige noch bis heute Gültigkeit besitzen. Kein Spieler in der Geschichte des Teams erzielte mehr Torvorlagen (620), während er alle Abwehrspieler Torontos in Toren (148) und Scorerpunkten (768) anführt. Unter den Akteuren mit den meisten Einsätzen der Franchise-Geschichte belegt er hinter Chief Armstrong (1188) und Tim Horton (1184) Rang drei mit 1099 Spielen, wobei er zugleich zum ersten Europäer wurde, der 1000 NHL-Partien bestritt.
Während seiner Zeit in der kanadischen Metropole wurde Salming fünf Mal ins NHL Second All-Star Team berufen, während er nach der Saison 1976/77, mit 78 Scorerpunkten der statistisch besten seiner Karriere, auch dem First All-Star Team angehörte. In diesem Jahr belegte er – ebenso wie im Spieljahr 1979/80 – Rang zwei zur Wahl des mit der James Norris Memorial Trophy ausgezeichneten besten Verteidigers der Liga, wobei er jeweils Larry Robinson unterlag; näher sollte er dieser Auszeichnung nicht kommen. Auch gelang es dem Schweden nicht, mit den Maple Leafs den Stanley Cup zu gewinnen oder das Endspiel zu erreichen, so war das Ausscheiden im Halbfinale der Playoffs 1978 gegen Montréal das beste Ergebnis seiner Zeit in Toronto. Dennoch wurde der Verteidiger drei Mal mit dem Viking Award als bester schwedischer Spieler der NHL ausgezeichnet und zudem ebenso häufig zum NHL All-Star Game eingeladen (1976, 1977, 1978). Außerdem wurde er 1982 mit dem Charlie Conacher Humanitarian Award für sein gesellschaftliches Engagement ausgezeichnet.
Besondere Aufmerksamkeit wurde Salming in der Saison 1986/87 zuteil, als er für acht Spiele gesperrt wurde, nachdem er in einem Zeitungsinterview zugegeben hatte, vor mehreren Jahren Kokain konsumiert zu haben. Erst sollte er die gesamte Spielzeit suspendiert werden, allerdings reduzierte NHL-Präsident John Ziegler die Sperre. Wenige Monate später geriet er aus anderem Grund in die Schlagzeilen, als er in einem Spiel gegen seinen späteren Arbeitgeber, die Detroit Red Wings, nach einem Zweikampf mit Gerard Gallant versehentlich von dessen Schlittschuh im Gesicht getroffen wurde. Die Wunde musste mit 250 Stichen genäht werden, jedoch kehrte er drei Tage später aufs Eis zurück.
Im Jahr 2016 sperrten die Maple Leafs seine Trikotnummer 21, nachdem diese zuvor bereits als „geehrt“ (honoured) galt und vorerst weiterhin vergeben wurde.

### Karriereende
Nach der Saison 1988/89 verließ Salming die Maple Leafs und schloss sich als Free Agent den Detroit Red Wings an, bei denen er nach einem Jahr seine NHL-Karriere beendete. Insgesamt hatte er in der regulären Saison 1148 Spiele absolviert und dabei 787 Punkte verzeichnet. Er kehrte danach in seine Heimat zurück, wo er noch etwas mehr als zwei weitere Jahre für den AIK Solna in der Elitserien auflief. Anschließend erklärte er seine aktive Laufbahn endgültig für beendet. Nach der regulären Wartezeit von drei Jahren wurde er 1996 als erster Schwede überhaupt sowie als zweiter Europäer nach Wladislaw Tretjak in die Hockey Hall of Fame aufgenommen. 1998 wurde er auch von der IIHF Hall of Fame berücksichtigt, bevor ihm im Jahr 2008 mit der Wahl ins IIHF Centennial All-Star-Team, das das beste Team des 20. Jahrhunderts abbilden soll, eine besondere Ehre zuteilwurde. Schließlich gehört er seit 2012 auch der Schwedischen Eishockey-Ruhmeshalle an.
Nach seiner aktiven Karriere gründete Salming ein Unternehmen, das unter anderem Unterwäsche und Sportbekleidung vertreibt. Im Jahre 1991 erschien seine Autobiografie mit dem Titel „Blood, Sweat and Hockey: 17 Years in the NHL“. Darüber hinaus wird ihm zu Ehren seit 2008 die Salming Trophy verliehen, die jährlich an den besten schwedischen Verteidiger außerhalb der NHL verliehen wird. Seine Tochter ist die Siebenkämpferin Bianca Salming (* 1998).
Im August 2022 gab Salming bekannt, an Amyotropher Lateralsklerose erkrankt zu sein, einer Krankheit, an der er im November 2022 im Alter von 71 Jahren starb.

### International
Auf internationaler Ebene sammelte Salming bei den U19-Europameisterschaften 1968, 1969 und 1970 erste Erfahrungen, wobei er mit der schwedischen Auswahl zwei Bronzemedaillen errang, während 1969 die Silbermedaille zu Buche stand und er persönlich als bester Verteidiger des Turniers ausgezeichnet wurde. Wenig später debütierte er auch für die A-Nationalmannschaft seines Heimatlandes, als er an den Weltmeisterschaften 1972 und 1973 teilnahm und dort ebenfalls eine Bronze- und eine Silbermedaille gewann. Zudem wurde er 1973 ins All-Star-Team des Turniers berufen, nachdem er in zehn Partien ebenso viele Scorerpunkte erzielt hatte. Seine dritte und letzte WM spielte er im Jahre 1989, als die Tre Kronor in der Meisterrunde alle drei Spiele verloren und somit den vierten Platz belegten.
Ferner nahm Salming an den Canada Cups 1976, 1981 und 1991 teil, wobei die schwedische Auswahl die Medaillenränge jeweils verpasste. 1976 wurde er jedoch abermals in einem All-Star-Team berücksichtigt, nachdem er in nur fünf Partien sieben Punkte verzeichnen konnte. Sein letztes internationales Turnier stellten schließlich die Olympischen Winterspiele 1992 dar, an denen er im Alter von 40 Jahren teilnahm und dort mit seinem Heimatland den fünften Rang belegte.

## Erfolge und Auszeichnungen
| - 1971 Schwedischer Meister mit Brynäs IF - 1972 Schwedischer Meister mit Brynäs IF - 1975 NHL Second All-Star Team - 1976 NHL All-Star Game - 1976 NHL Second All-Star Team - 1976 Viking Award - 1977 NHL All-Star Game - 1977 NHL First All-Star Team - 1977 Viking Award - 1978 NHL All-Star Game | - 1978 NHL Second All-Star Team - 1979 NHL Second All-Star Team - 1979 Viking Award - 1980 NHL Second All-Star Team - 1982 Charlie Conacher Humanitarian Award - 1989 Schwedisches Welt-All-Star-Team - 1996 Aufnahme in die Hockey Hall of Fame - 1998 Aufnahme in die IIHF Hall of Fame - 2008 IIHF Centennial All-Star-Team - 2012 Aufnahme in die Schwedische Eishockey-Ruhmeshalle |

### International
| - 1968 Bronzemedaille bei der U19-Junioren-Europameisterschaft - 1969 Silbermedaille bei der U19-Junioren-Europameisterschaft - 1969 Bester Verteidiger der U19-Junioren-Europameisterschaft - 1970 Bronzemedaille bei der U19-Junioren-Europameisterschaft - 1972 Bronzemedaille bei der Weltmeisterschaft - zugleich Bronzemedaille bei der Europameisterschaft | - 1973 Silbermedaille bei der Weltmeisterschaft - zugleich Silbermedaille bei der Europameisterschaft - 1973 All-Star-Team der Weltmeisterschaft - 1976 All-Star-Team des Canada Cups - 1989 Bronzemedaille bei der Europameisterschaft |

## Karrierestatistik

### International
Vertrat Schweden bei:
| - U19-Europameisterschaft 1968 - U19-Europameisterschaft 1969 - U19-Europameisterschaft 1970 - Weltmeisterschaft 1972 - Weltmeisterschaft 1973 | - Canada Cup 1976 - Canada Cup 1981 - Weltmeisterschaft 1989 - Canada Cup 1991 - Olympischen Winterspielen 1992 |

(Legende zur Spielerstatistik: Sp oder GP = absolvierte Spiele; T oder G = erzielte Tore; V oder A = erzielte Assists; Pkt oder Pts = erzielte Scorerpunkte; SM oder PIM = erhaltene Strafminuten; +/− = Plus/Minus-Bilanz; PP = erzielte Überzahltore; SH = erzielte Unterzahltore; GW = erzielte Siegtore; 1 Play-downs/Relegation; Kursiv: Statistik nicht vollständig)